# ヒドロキシ基

ヒドロキシ基

ヒドロキシ基（ヒドロキシき、hydroxy group）は、有機化学において構造式が −OH と表される1価の官能基である。旧IUPAC命名則ではヒドロキシル基 (hydroxyl group) と呼称していた。
無機化合物における陰イオン OH− は｢水酸化物イオン｣を参照のこと。

## 名称
無機命名法・二分命名法の水酸化物 (hydroxide) の日本語から転じた名称として、水酸基と呼ばれる場合もある。
アルカンやアルケンなど、ベンゼン環以外の炭化水素の炭素上の水素をヒドロキシ基で置換した化合物をアルコール、ベンゼン環の水素をヒドロキシ基で置換した化合物をフェノール（類）と呼ぶ。
なお、中性ラジカル •OH は「ヒドロキシルラジカル」と呼ばれる。

## 性質
ヒドロキシ基は水素結合を供与する事が可能である一方で、孤立電子対を持った酸素原子があるために水素結合を受容する事も可能である。この性質により、水のような水素結合を生ずる極性溶媒との親和性を示す。
ただしヒドロキシ基は、その周辺の原子の配列によって、性質を変える事も知られている。例えば、ヒドロキシ基の水素はプロトンとして外れる場合もあるものの、アルカンやアルケンなどの炭化水素に直結したヒドロキシ基と比べ、芳香環に直結したヒドロキシ基はプロトンを手放し易い。このように、単なる炭化水素に直結したヒドロキシ基と、芳香環に直結したヒドロキシ基とでは、性質に大きな違いが見られる。また例えばオキシムは、一見すると窒素にヒドロキシ基が直結しているようにも見えるものの、やはり単なるヒドロキシ基とは性質を異にする。

## 置換基効果
芳香環ではない炭化水素にヒドロキシ基が直結している場合は、直結した炭素から電子求引性の誘起効果をもたらす。
芳香環にヒドロキシ基が直結している場合には、炭素よりも酸素の電気陰性度が高いために誘起効果によって炭素側から電子を引き出そうとするものの、それとは相反する、芳香環へと電子供与性を示す共鳴効果の方が勝る。このため、芳香環に直結したヒドロキシ基は、芳香環への電子供与性を示す。
なお、ヒドロキシ基に強塩基が作用して水素イオンが引き抜かれた形 (-O−) に変わると、酸素原子に過剰に負電荷が乗るため、共鳴効果としても誘起効果としても電子供与性を示す。

## 類似の構造の官能基
例えばカルボキシ基は、一見すると炭素にヒドロキシ基が直結しているようにも見えるものの、これはカルボキシ基としての性質を示し、単なるヒドロキシ基とは異なる。このように、単に「−OH」が結合しているように見えても、他の官能基として考えるべき場合もある。